# أنوبيس (ستاركيت)

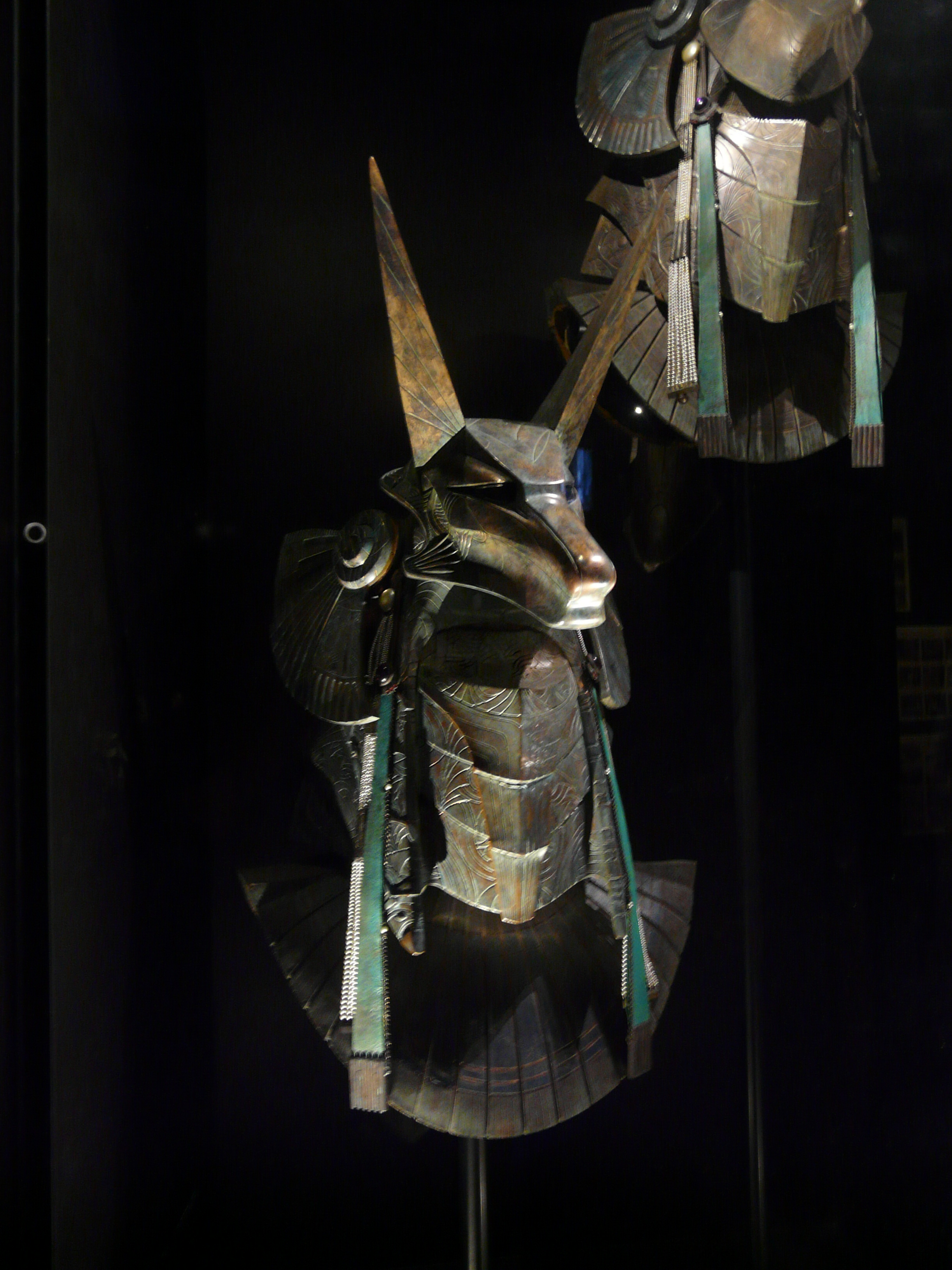

في مسلسل الخيال العلمي ستاركيت إس جي 1، أنوبيس هو كوا'ولد (الجنس الشرير المسيطر على المجرة) ذو قوة هائلة. أنوبيس يستبدل دور الشرير الرئيسي أبوفيس في المسلسل؛ لأن اللاحق يشهد نهايته في حلقة «الأعداء» من المسلسل.
أنوبيس كان كوا'ولد غير عادياً ، وذلك لأنه حاول الصعود ونجح إلا انه تم معاقبته من القدماء وإرساله إلى الأرض مرة أخرى نصف كوا'ولد ونصف صاعد.
يعرف أنوبيس بين أتباعه بالسيد أنوبيس أو Lord Anubis.